# 福井機場
福井機場（日语：／ Fukui kūkō */?）是位於日本福井縣坂井市的縣營機場。

## 航空公司與航點
1976年之後無定期航班，僅少部份私人擁有螺旋槳飛機、滑翔機和福井縣的警察、消防用飛機起降。

## 交通
- 京福巴士
  - 由福井站出發
- 距離JR西日本北陸本線的春江站約2km。

## 外部連結
- 福井空港事務所 （页面存档备份，存于）（日語）